# Рудольф Фрилінг
Рудольф Фрилінг (нім. Rudolf Frieling, *23 березня 1901 р., Лейпциг -†7 січня 1986 р., Штутгарт) — німецький дослідник християнства та ісламу, антропософ.
Народився в сім'ї євангелістського пастора Рудольфа Фрилінга та Марії Зом.
З 1911 р. до 1920 р. відвідував в гімназію в Хемнітці, де вивчав старі мови: єврейську, грецьку і латинь. Пізніше самостійно вивчив арабську, яка зіграла важливу роль в його вивченні ісламу.
У 1920 році Фрілінг продовжує навчання євангельської теології в Ростоці (зимовий семестр 1920—1921 роки), в Марбурзі (літній семестр 1921) і в Лейпцигу (зимовий семестр 1921—1922 рр. до іспиту на ступінь доктора в 1925 р.; там він вивчив філологію).
У 1920 році опублікував статтю «Євангеліє від Іоанна в світлі експресіонізму» в журналі «Християнство і сьогодення».
У 1960 році, після смерті Еміля Бока (*19 травня 1895-†6 грудня 1959), Рудольф Фрілінг став пастором «Громади Християн» Оберленкер, це місце він займав до своєї смерті 7.01.1986 року в Штутгарті.

## Праці
- Das heilige Spiel, Stuttgart 1925 (нім.)
- Die sieben Sakramente, Stuttgart 1926 (нім.)
- Die Feier, Stuttgart 1928 (нім.)
- Vom Beten, Stuttgart 1929 (нім.)
- Der Heilige Berg im Alten und Neuen Testament, Stuttgart 1930 (нім.)
- Die Heilige Zahl im Johannes-Evangelium, Stuttgart 1933 (нім.)
- Agape, Stuttgart 1936 Aus der Welt der Psalmen, Stuttgart 1948 (нім.)
- Vom Wesen des Christentums, Stuttgart 1948 (нім.)
- 4. Auflage 1993, ISBN 3-87838-260-X (нім.)
- Die sieben Sakramente in der Geschichte der Christenheit, Stuttgart 1950 (нім.)
- Neuausgabe 2001, ISBN 3-8251-7288-0 (нім.)
- Vom Beten mit den Verstorbenen (mit Alfred Schütze), Stuttgart 1950 (нім.)
- Von Bäumen, Brunnen und Steinen in den Erzvätergeschichten, Stuttgart 1953 (нім.)
- auch in den Studien zum Alten Testament (siehe unten) enthalten (нім.)
- Christentum und Gnosis. Zwei Vorträge (mit Erwin Schühle), Stuttgart 1962 (нім.)
- Bibel-Studien, Stuttgart 1963 Der Sonntag — eine christliche Tatsache, Stuttgart 1965 (нім.)
- auch in den Studien zum Alten Testament (siehe unten) enthalten (нім.)
- Die Verklärung auf dem Berge, Stuttgart 1969 (нім.)
- Christentum und Wiederverkörperung, Stuttgart 1974 (нім.)
- Christentum und Islam. Der Geisteskampf um das Menschenbild, Stuttgart 1977 (нім.)
- Im Zeichen der Hoffnung. Ideen und Gedanken von Rudolf Frieling, hg. v. Werner Bril, Stuttgart 1986, ISBN 3-87838-494-7 (нім.)
- Gesammelte Schriften zum Alten und Neuen Testament, 4 Bände, Stuttgart (нім.)
  - Band 1: Studien zum Alten Testament, 1983 (enthält die oben genannten Werke und 16 kürzere Aufsätze, teils aus den Bibel-Studien), ISBN 3-87838-343-6 (нім.)
  - Band 2: Psalmen, 1985 (Übersetzungen von und Betrachtungen zu 28 ausgewählten Psalmen), ISBN 3-87838-344-4 (нім.)
  - Band 3: Christologische Aufsätze, 1982 (enthält 49 vom Autor ausgewählte und teilweise neu bearbeitete Aufsätze), ISBN 3-87838-345-2 (нім.)
  - Band 4: Studien zum Neuen Testament, 1986 (mit einem Nachwort von Robert Goebel S. 309—311 und ausführlicher Bibliographie S. 365—381), ISBN 3-87838-346-0 (нім.)

### Переклади праць українською
Християнство та іслам. Духовні боріння людства на шляху до самопізнання / Рудольф Фрилінг ; [переклав з німецької Роман Якимець]. — Л.: Свічадо, 2011. — 135 с. — Бібліогр.: с. 132—133. — Переклад видання: Christentum und Islam: Der Geisteskampfum das Menschenbild / Rudolf Frieling. — ISBN 978-966-395-432-5 (Переклад здійснив львів'янин Роман Володимирович Якимець, помер 28 червня 2006 на 62-му році життя. Будучи важко хворим попросив товаришів видати переклад).

### Переклади праць російською
- Христианство и перевоплощение, Москва, 1997 (рос.)
- Христианство и ислам. Духовные борения человечества на пути к самопознанию, Москва, 1997 (рос.)